# Diocesi di Canata

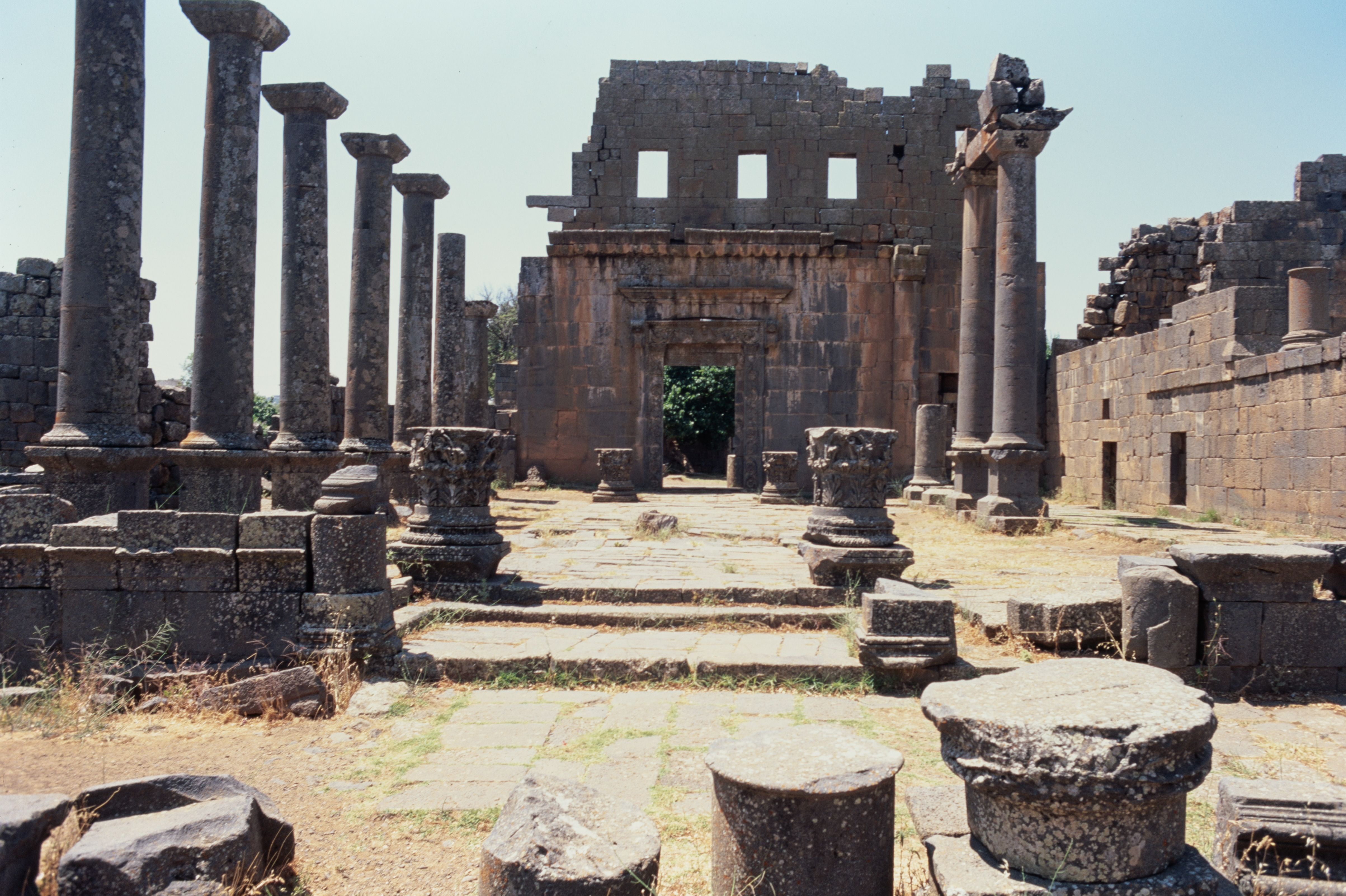
Resti di una chiesa del IV secolo a Qanawat.

La diocesi di Canata (in latino Dioecesis Canathena) è una sede soppressa del patriarcato di Antiochia e una sede titolare della Chiesa cattolica.

## Storia
Canata, identificabile con El-Qanawat nell'odierna Siria, è un'antica sede episcopale della provincia romana d'Arabia nella diocesi civile d'Oriente. Faceva parte del patriarcato di Antiochia ed era suffraganea dell'arcidiocesi di Bosra, come attestato da una Notitia episcopatuum del VI secolo.
Secondo la tradizione, il cristianesimo sarebbe stato introdotto a Canatha da Natanaele, discepolo di Gesù. Tuttavia potrebbe esserci stata confusione in seguito a quanto racconta il vangelo di Giovanni (21,2), secondo cui Natanaele era originario di Cana in Galilea.
Di questa antica diocesi è noto il vescovo, Teodosio, documentato in tre occasioni: prese parte infatti al cosiddetto "brigantaggio" di Efeso del 449, al concilio di Calcedonia nel 451, e al sinodo indetto a Costantinopoli dal patriarca Gennadio nel 459 contro i simoniaci.
Gli scavi e le ricerche archeologiche hanno riportato alla luce diversi edifici cristiani, tra cui almeno quattro chiese, che documentano la persistenza del cristianesimo nella città successivamente alla conquista araba della regione. Inoltre, l'epigrafia ha restituito il nome del vescovo Cassio Epiodoro, responsabile della costruzione di una chiesa e di cui resta una lunga iscrizione, datata tra la fine del IV e gli inizi del V secolo.
Dal XVIII secolo Canata è annoverata tra le sedi vescovili titolari della Chiesa cattolica; la sede è vacante dal 30 maggio 2025.

## Cronotassi

### Vescovi greci
- Cassio Epiodoro † (circa IV/V secolo)
- Teodosio † (prima del 449 - dopo il 459)

### Vescovi titolari
- Guillaume Piguel, M.E.P. † (29 luglio 1762 - 21 giugno 1771 deceduto)
- Pierre Denaut † (30 settembre 1794 - 1º settembre 1797 succeduto vescovo di Québec)
- Joseph-Octave Plessis † (26 aprile 1800 - 17 gennaio 1806 succeduto vescovo di Québec)
- Domingo de Silos Santiago Apollinario Moreno, O.S.B. † (16 marzo 1818 - 21 marzo 1825 confermato vescovo di Cadice)
- Luigi Blancis, O.F.M.Ref. † (26 luglio 1825 - 15 marzo 1830 nominato vescovo di Sira)
- Joseph Karl von Schuberth † (30 settembre 1831 - 12 agosto 1835 deceduto)
- Antonio de Franci † (2 ottobre 1837 - circa 1855 deceduto)
- Spyrydon Lytvynovyč † (8 aprile 1857 - 28 settembre 1863 nominato arcieparca di Leopoli degli Ucraini)
- Edouard-Auguste Dubar, S.I. † (9 settembre 1864 - 1º luglio 1878 deceduto)
- Marie-Antoine-Louis Caspar, M.E.P. † (23 marzo 1880 - 13 giugno 1917 deceduto)
- Paweł Kubicki † (29 luglio 1918 - 11 febbraio 1944 deceduto)
- Frédéric Duc † (30 maggio 1944 - 14 marzo 1946 succeduto vescovo di Saint-Jean-de-Maurienne)
- Silvino Martínez † (7 ottobre 1946 - 23 ottobre 1954 nominato vescovo di San Nicolás de los Arroyos)
- Clovis Joseph Thibauld (Thibault), P.M.E. † (29 dicembre 1954 - 11 luglio 1966 nominato vescovo di Davao)
- Maroun Ammar (16 giugno 2012 - 17 giugno 2017 nominato eparca di Sidone)
- Mathews Polycarpos Manakkarakavil (7 maggio 2022 - 30 maggio 2025 nominato eparca di Mavelikara)